# سد بانیا
سد بانیا (به لاتین: Banieya Dam) یک سد خاکی در گینه است که در ناحیه کیندیا واقع شده‌است.